# Antoine François Bourdeau-Desmaret de Fontenay
Pour les articles homonymes, voir Bourdeau, Desmaret et Fontenay.
Antoine François Bourdeau-Desmaret de Fontenay est un homme politique français né le 29 novembre 1762 à La Châtre (Indre) et décédé le 8 juin 1838 dans la même ville.

## Biographie
Propriétaire terrien, il est député de l'Indre de 1815 à 1818 et de 1824 à 1827, siégeant dans la majorité ultra-royaliste.